# Hermann Remané
Hermann Remané (* 3. Dezember 1864 in Gramzow; † 8. März 1932 in Bayrischzell) war ein deutscher Elektrotechniker.

## Leben
Remané war der Sohn eines Schuhmachermeisters. Der Vater starb früh; die Mutter zog mit ihren vier Kindern nach Berlin, wo Remané sich nach dem Schulbesuch seinen Lebensunterhalt als Arbeiter verdiente. Nebenbei bildete er sich auf dem Gebiet der Elektrizitätslehre fort und besuchte eine Handwerkerschule. 1882 begann er eine Tätigkeit bei Siemens & Halske (S & H), wo er Kenntnisse in der Produktion von Glühlampen erhielt. Er erhielt ein Stipendium und besuchte 1879 eine Mechaniker-Fachschule. 1889 stellte ihn „Siemens & Halske“  als Zeichner an.
In dem Unternehmen war er wesentlich daran beteiligt, als das Fabrikgebäude ausgebaut wurde. Er übernahm Schritt für Schritt die Leitung der Fabrikation. Er verbesserte die damals übliche Kohlenfadenlampe und versuchte, die Kohlefäden durch Metalle zu ersetzen. „Siemens & Halske“ baute in der  Helmholtzstraße in Charlottenburg eine Glühlampenfabrik, die nach seinen Plänen errichtet und 1899 in Dienst genommen wurde.
Remané wechselte 1899 als Oberingenieur zur Deutschen Gasglühlicht AG (DGA, Auer-Ges.). Dort entwickelte er auf der Grundlage der Arbeit von Carl Auer von Welsbach die Osmiumlampe Auer-Oslampe, die 1906 als Warenzeichen eingetragen wurde. Außerdem arbeitete er an der Entwicklung der Glühlampe mit Wolfram-Metallfaden, die 1905 in die Serienherstellung ging.
Remané übernahm 1910 die technische Betriebsleitung. 1913 entwickelte er die „Halbwatt-Lampe“. 1919 wurde er  Leiter der Herstellung von Osram-Lampen bei der Schweizer Auer-Gesellschaft. Im selben Jahr entstand die Osram GmbH KG aus der Fusion von Glühlampenfabriken der AEG, Auer-Gesellschaft und S & H. 1930 ging er in den Ruhestand.

## Auszeichnungen
- 1920: Dr.-Ing. ehrenhalber der TH Berlin-Charlottenburg

## Veröffentlichungen
- Hans Krumbeck (Bearb.): Vom Arbeitsburschen zum Ehrendoktor. Ein Lebensbild auf Grund hinterlassener Niederschriften. Berlin 1933